# Labrador (Pangasinán)
Labrador  (Bayan ng  Labrador), antaño conocido como San Isidro Labrador, o simplemente  San Isidro, es un municipio filipino de cuarta categoría, situado en la isla de Luzón. Forma parte de la provincia de Pangasinán situada en la Región Administrativa de Ilocos, también denominada Región I.

## Geografía
Se halla situado en los 123° 47´ 10´´ de longitud y los 16° 2´ 6´´ de latitud; en terreno llano, a la orilla izquierda del río Agno Grande, sobre la costa sur del seno de Lingayén, defendido de los vientos del Oeste por el monte de su mismo nombre.

### Barangays
El municipio  de Labrador se divide, a los efectos administrativos, en 10 barangayes o barrios, conforme a la siguiente relación:
| - Bolo - Bongalon | - Dulig - Laois - Magsaysay | - Población - San Gonzalo - San José | - Tobuan - Uyong |  |

### Demografía
A mediados del siglo XIX contaba con 4541 almas, de las cuales 1155 contribuían con  reales de plata, equivalentes a 28 387, reales de vellón.

## Historia

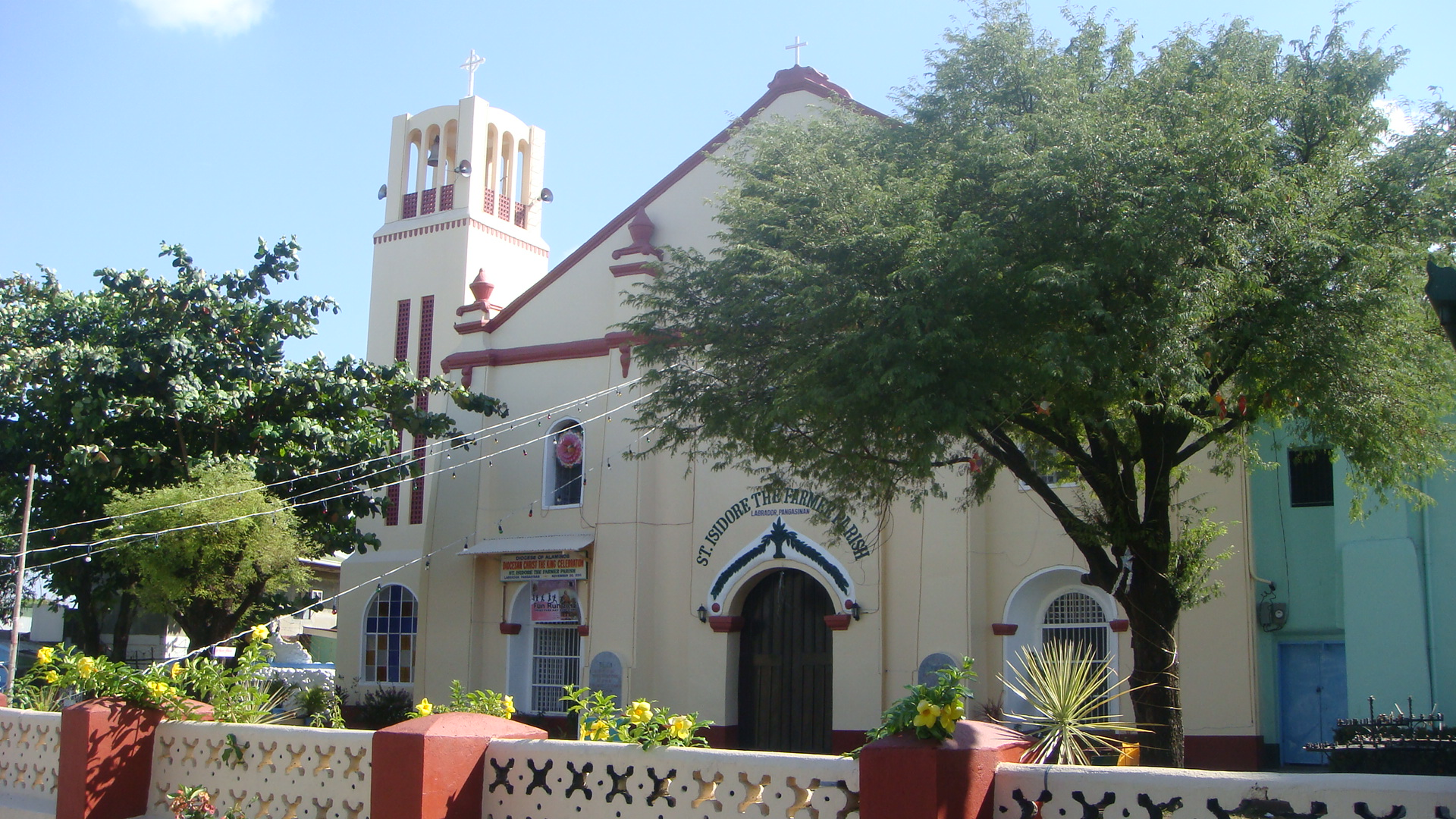
Iglesia de San Isidro Labrador.

Conocido como San Isidro Labrador en honor a su Santo Patrón, San Isidro Labrador,   fue creado este municipio en el año 1754, siendo su primer alcalde  Vicente Escano.

"...ISIDRO (SAN): pueblo con cura y gobernadorcillo, en la isla de Luzón, provincia de Pangasinán, diócesis de Nueva Segovia..." 

"...El TERMINO Confina el  Norte con  montes donde no se han hecho los amojonamientos; por el este con el término de  Sual (a 1 legua) por el Sur con el mar; por el Oeste con Salasa..."
Diccionario Buzeta, 1850

El 20 de mayo de 1805 fue segregado del término de San Isidro  el nuevo municipio de Sual siendo  Gobernador General de las Islas Filipinas el general Rafael María de Aguilar.
Para distinguirlo de  San Isidro de Potot, en el año 1939 cambia su nombre primitivo por el de Labrador